# ویلم اینتهوون
ویلم اینتهوون (به هلندی: Willem Einthoven) زیست‌شناس هلندی برنده جایزه نوبل فیزیولوژی و پزشکی در سال ۱۹۲۴ به خاطر کشف سازوکار نوار قلبی بود.